# Sphère
En mathématiques la sphère est une surface. Pour la portion d'espace délimitée par une sphère, voir Boule (solide).
Pour les articles homonymes, voir Sphère (homonymie).

Rendu en fil de fer d'une sphère dans un espace euclidien.

En géométrie dans l'espace, une sphère est une surface constituée de tous les points situés à une même distance d'un point appelé centre. La valeur de cette distance au centre est le rayon de la sphère. La géométrie sphérique est la science qui étudie les propriétés des sphères. La surface de la Terre peut, en première approximation, être modélisée par une sphère dont le rayon est d'environ 6 371 km.
Plus généralement en mathématiques, dans un espace métrique, une sphère est l'ensemble des points situés à même distance d'un centre. Sa forme peut alors être très différente de la forme ronde usuelle. Une sphère est également un ellipsoïde dégénéré.
Une sphère « pleine » est une boule, dont les points ont une distance au centre inférieure ou égale au rayon.

## Sphère euclidienne (dans l’espace à trois dimensions)

### Vocabulaire
Pendant longtemps, le langage courant a employé le mot « sphère » autant pour nommer la surface que le solide qu'elle délimite. De nos jours, la sphère désigne exclusivement la surface et le solide, quant à lui, porte le nom de boule.
D'autres termes méritent d’être définis :
- Deux points antipodaux sont deux points diamétralement opposés sur la sphère. C'est le cas des pôles sur la sphère terrestre ;
- Un grand cercle est un cercle dessiné sur la sphère et ayant même rayon que la sphère. Un grand cercle passe toujours par deux points antipodaux. Les méridiens de la sphère terrestre sont des grands cercles. Les parallèles sont également des cercles dessinés sur la sphère mais leurs rayons sont plus petits que celui de la sphère et ce ne sont alors pas des grands cercles, à l'exception de l'équateur qui est bien un grand cercle.
- un fuseau sphérique est une figure dessinée sur la sphère par deux demi-grands cercles de mêmes extrémités ;
- un onglet sphérique est un solide découpé dans une boule par un dièdre, comme un quartier d'orange ;
- un triangle sphérique est une figure dessinée sur la sphère formée de trois points reliés par des arcs de demi-grands cercles ;
- un polygone sphérique est une figure dessinée sur une sphère, formée par plusieurs points reliés par des arcs de grands cercles ;
- une zone sphérique est la portion de sphère comprise entre deux plans parallèles ;
- une calotte sphérique est une zone sphérique dans laquelle un des plans est tangent à la sphère ;
- un segment sphérique est le solide délimité par  deux plans parallèles et la zone sphérique qu'ils déterminent ;
- un secteur sphérique est le solide délimité par une calotte sphérique et le cône circulaire engendré par les demi-droites d'origine le centre du cercle et s'appuyant sur la calotte sphérique.

### Équations
En géométrie cartésienne, l'espace étant muni d'un repère orthonormé {\displaystyle ({\overrightarrow {Ox}},{\overrightarrow {Oy}},{\overrightarrow {Oz}})}, une sphère de centre {\displaystyle (x_{0},y_{0},z_{0})} et de rayon {\displaystyle r} est l'ensemble des points {\displaystyle (x,y,z)} tels que :
{\displaystyle \displaystyle (x-x_{0})^{2}+(y-y_{0})^{2}+(z-z_{0})^{2}=r^{2}}.
Les points de la sphère de rayon r et de centre O peuvent être paramétrés par :
{\displaystyle \left\{{\begin{matrix}x&=&r\cos \theta \;\cos \phi \\y&=&r\cos \theta \;\sin \phi \\z&=&r\sin \theta \end{matrix}}\right.\qquad \left({\frac {-\pi }{2}}\leq \theta \leq {\frac {\pi }{2}}{\mbox{ et }}-\pi \leq \phi \leq \pi \right)}
On peut voir {\displaystyle \displaystyle \theta } comme la latitude et {\displaystyle \displaystyle \phi } comme la longitude. (Voir fonctions trigonométriques et coordonnées sphériques.)

### Formules
L'aire d'une sphère de rayon {\displaystyle r} est :
{\displaystyle A=4\pi r^{2}}.
Le volume de la boule qu'elle renferme est :
{\displaystyle V={\frac {4\pi r^{3}}{3}}}.
Sa « compacité », c'est-à-dire son rapport aire-volume, est donc :
{\displaystyle C={\frac {A}{V}}={\frac {3}{r}}}.
Le moment d'inertie d'une boule homogène de rayon {\displaystyle r}, de masse volumique {\displaystyle \rho } et de masse M, par rapport à un axe passant par son centre est :
{\displaystyle I={\frac {2Mr^{2}}{5}}={\frac {8\pi \rho r^{5}}{15}}}.
Le moment d'inertie d'une sphère homogène de rayon {\displaystyle r} et de masse M, par rapport à un axe passant par son centre est :
{\displaystyle I={\frac {2Mr^{2}}{3}}={\frac {8\pi \rho r^{5}}{9}}}.
L'élément d'aire de la sphère de rayon {\displaystyle r} dans les coordonnées latitude-longitude ({\displaystyle \lambda }-{\displaystyle \varphi }) est {\displaystyle \mathrm {d} \sigma =r^{2}\cos \lambda \,\mathrm {d} \lambda \,d\varphi }. On en déduit que l'aire d'un fuseau (portion limitée par deux demi-cercles joignant les pôles et faisant un angle {\displaystyle \alpha } exprimé en radians) est {\displaystyle 2\alpha \,r^{2}}.
Cela permet aussi de calculer l'aire d'une zone sphérique, c’est-à-dire d'une portion de sphère limitée par deux plans parallèles qui intersectent la sphère (ou lui sont tangents). On trouve {\displaystyle 2\pi rh} où {\displaystyle h} désigne la distance des deux plans : l'aire est la même que celle d'un cylindre circulaire de même hauteur tangent à la sphère (cylindre circonscrit). Ce résultat remarquable est démontré par Archimède dans son traité De la sphère et du cylindre. Selon Cicéron, Archimède aurait demandé que soient gravés sur son tombeau, en mémoire de ce résultat, une sphère et son cylindre circonscrit.
Le cylindre circonscrit à une sphère donnée a un volume égal à 1,5 fois le volume de la sphère.
La sphère a la plus petite aire parmi les surfaces renfermant un volume donné et renferme le volume le plus élevé parmi les surfaces d'une aire donnée. Elle est la réponse à la question d'isopérimétrie pour l'espace euclidien de dimension 3. Pour cette raison, la sphère apparaît dans la nature, par exemple les bulles et gouttes d'eau (en l'absence de gravité) sont des sphères car la tension superficielle essaie de minimiser l'aire.

### Sphère circonscrite à un tétraèdre
Par quatre points non coplanaires A, B, C et D (ABCD est un tétraèdre non aplati), il passe une seule et unique sphère, appelée sa sphère circonscrite.
Les six plans médiateurs des arêtes du tétraèdre se coupent au centre de la sphère.

### Développement
On peut démontrer que la sphère est une surface non développable. Il n'existe pas de patron de la sphère.
Néanmoins il est possible, en pratique, d'obtenir des surfaces développables approchant la sphère très fidèlement, c'est le cas de tous les ballons cousus. Voir : ballon de football (icosaèdre tronqué), ballon de volley-ball, et ballon fantaisie (en fuseaux de pôle à pôle.)
Notez que la pression interne gauchit les surfaces et fidélise l'approche… Plus on gonfle, plus la sphère s'approche de la perfection.

## Sphères euclidiennes de dimensions supérieures
On peut généraliser le concept de sphère à un espace de dimension entière quelconque.
Pour tout entier naturel n, une n-sphère de rayon r est l'ensemble des points de l'espace euclidien à (n+1) dimensions qui sont à distance fixée r d'un point de cet espace (r est un réel strictement positif). Par exemple :
- une 0-sphère est la paire des points extrémités de l'intervalle [−r, r] de la ligne réelle ;
- une 1-sphère est un cercle de rayon r ;
- une 2-sphère est une sphère ordinaire.

Les sphères de dimension n > 2 sont parfois appelées hypersphères. La n-sphère de rayon 1 est notée Sn.
L'aire d'une (n−1)-sphère de rayon r est
{\displaystyle 2{\frac {\pi ^{n/2}}{\Gamma (n/2)}}r^{n-1}={\begin{cases}\displaystyle {\frac {(2\pi )^{n/2}\,r^{n-1}}{2\cdot 4\cdots (n-2)}},&{\text{si }}n{\text{ est pair ;}}\\\\\displaystyle {\frac {2(2\pi )^{(n-1)/2}\,r^{n-1}}{1\cdot 3\cdots (n-2)}},&{\text{si }}n{\text{ est impair}},\end{cases}}}
où Γ est la fonction gamma d'Euler
et le volume d'une n-boule de rayon r est égal au produit de cette aire par {\displaystyle {r \over n}}, donc à
{\displaystyle {\begin{cases}\displaystyle {\frac {(2\pi )^{n/2}\,r^{n}}{2\cdot 4\cdots n}},&{\text{si }}n{\text{ est pair ;}}\\\\\displaystyle {\frac {2(2\pi )^{(n-1)/2}\,r^{n}}{1\cdot 3\cdots n}},&{\text{si }}n{\text{ est impair}}.\end{cases}}}.

## La sphère commeespace topologique
Selon le contexte, en particulier en topologie, le mot sphère (ou n-sphère si on veut rappeler la dimension) peut être utilisé pour désigner n'importe quel espace topologique homéomorphe à une n-sphère au sens défini dans la section précédente.
La caractéristique d'Euler d'une n-sphère vaut 2 si n est pair, et 0 si n est impair.

## La sphère comme primitive géométrique
Dans les logiciels de CAO ou d'infographie (par exemple Blender), la sphère est très utilisée en tant que primitive géométrique. Les caractéristiques du maillage qui sert à sa représentation sont précisées par l'utilisateur (ajustement de la finesse).

## La sphère comme variété
C'est une variété (de dimension 2, sans bord).

## Quelques propriétés
- La sphère est globalement invariante par (notamment) une rotation dont l'axe passe par son centre.
- Ses deux courbures principales sont égales, et valent {\displaystyle {\frac {1}{r}}}.
- Sa courbure scalaire est uniforme : {\displaystyle R={\frac {2}{r^{2}}}}.